# Pion (geslacht)
Pion is een geslacht van insecten uit de orde vliesvleugeligen (Hymenoptera) en de familie Ichneumonidae.

## Soorten
- P. fortipes (Gravenhorst, 1829)
- P. interstitialis Constantineanu & Constantineanu, 1970
- P. nigripes Schiodte, 1839
- P. qinyuanensis Chen, Sheng & Miao, 1998
- P. schenkii (Jaennicke, 1867)
- P. stammeri Bauer, 1958
- P. yifengensis Sheng, 2011